# Liste des planètes mineures non numérotées découvertes en novembre 2018
Pour un article plus général, voir Liste des planètes mineures non numérotées découvertes en 2018.
Pour un article plus général, voir Liste des planètes mineures.
Cet article dresse la liste des planètes mineures (astéroïdes, centaures, objets transneptuniens et assimilés) non numérotées découvertes en novembre 2018 dans l'ordre de leur découverte.
Au 15 janvier 2025, 661 077 des 1 434 993 planètes mineures répertoriées par le Centre des planètes mineures ne sont pas encore numérotées, soit 46,07 %.

## Rappel concernant la désignation provisoire
La désignation provisoire indique l'ordre de découverte de ces objets. En effet, cette désignation est composée de l'année de découverte (par exemple 2018) suivie de la quinzaine (demi-mois) de découverte (p.e. A = 1-15 janvier) puis de l'ordre de découverte dans cette quinzaine. Cet ordre est indiqué par une lettre et éventuellement un chiffre comme suit : A pour la première découverte, B pour la deuxième, ..., Z pour la 25e (le I n'est pas utilisé pour éviter la confusion avec 1), A1 pour la 26e, B1 pour la 27e, etc. , Z1 pour la 50e, A2 pour la 51e, B2 pour la 52e, etc. L'ordre de la numérotation ne suit donc pas l'ordre alphanumérique. 2018 AA1 suit ainsi 2018 AZ et précède 2018 AB1.

## Liste

### Du1erau 15 novembre 2018
- 2018 VA
- 2018 VB
- 2018 VC
- 2018 VD
- 2018 VE
- 2018 VF
- 2018 VG
- 2018 VK
- 2018 VL
- 2018 VM
- 2018 VN
- 2018 VO
- 2018 VP
- 2018 VQ
- 2018 VR
- 2018 VS
- 2018 VT
- 2018 VU
- 2018 VV
- 2018 VW
- 2018 VX
- 2018 VY
- 2018 VZ
- 2018 VA1
- 2018 VB1
- 2018 VC1
- 2018 VD1
- 2018 VE1
- 2018 VF1
- 2018 VG1
- 2018 VH1
- 2018 VJ1
- 2018 VK1
- 2018 VL1
- 2018 VM1
- 2018 VN1
- 2018 VO1
- 2018 VP1
- 2018 VQ1
- 2018 VR1
- 2018 VS1
- 2018 VW1
- 2018 VX1
- 2018 VY1
- 2018 VZ1
- 2018 VA2
- 2018 VE2
- 2018 VH2
- 2018 VK2
- 2018 VM2
- 2018 VP2
- 2018 VQ2
- 2018 VR2
- 2018 VS2
- 2018 VU2
- 2018 VV2
- 2018 VY2
- 2018 VZ2
- A/2018 V3
- 2018 VC3
- 2018 VD3
- 2018 VE3
- 2018 VF3
- 2018 VG3
- 2018 VH3
- 2018 VJ3
- 2018 VK3
- 2018 VL3
- 2018 VM3
- 2018 VN3
- 2018 VO3
- 2018 VP3
- 2018 VQ3
- 2018 VR3
- 2018 VS3
- 2018 VT3
- 2018 VU3
- 2018 VV3
- 2018 VW3
- 2018 VX3
- 2018 VY3
- 2018 VZ3
- 2018 VA4
- 2018 VB4
- 2018 VC4
- 2018 VD4
- 2018 VE4
- 2018 VF4
- 2018 VH4
- 2018 VJ4
- 2018 VM4
- 2018 VP4
- 2018 VR4
- 2018 VS4
- 2018 VT4
- 2018 VU4
- 2018 VV4
- 2018 VW4
- 2018 VX4
- 2018 VY4
- 2018 VZ4
- 2018 VA5
- 2018 VB5
- 2018 VC5
- 2018 VD5
- 2018 VE5
- 2018 VF5
- 2018 VG5
- 2018 VH5
- 2018 VJ5
- 2018 VK5
- 2018 VL5
- 2018 VM5
- 2018 VN5
- 2018 VO5
- 2018 VP5
- 2018 VQ5
- 2018 VR5
- 2018 VS5
- 2018 VT5
- 2018 VU5
- 2018 VV5
- 2018 VW5
- 2018 VX5
- 2018 VY5
- 2018 VZ5
- 2018 VC6
- 2018 VF6
- 2018 VG6
- 2018 VH6
- 2018 VJ6
- 2018 VK6
- 2018 VL6
- 2018 VM6
- 2018 VN6
- 2018 VO6
- 2018 VP6
- 2018 VQ6
- 2018 VR6
- 2018 VS6
- 2018 VT6
- 2018 VU6
- 2018 VV6
- 2018 VW6
- 2018 VX6
- 2018 VY6
- 2018 VZ6
- 2018 VA7
- 2018 VB7
- 2018 VC7
- 2018 VD7
- 2018 VE7
- 2018 VF7
- 2018 VG7
- 2018 VL7
- 2018 VM7
- 2018 VN7
- 2018 VO7
- 2018 VP7
- 2018 VQ7
- 2018 VR7
- 2018 VS7
- 2018 VT7
- 2018 VU7
- 2018 VV7
- 2018 VY7
- 2018 VZ7
- 2018 VA8
- 2018 VB8
- 2018 VD8
- 2018 VF8
- 2018 VH8
- 2018 VJ8
- 2018 VK8
- 2018 VL8
- 2018 VM8
- 2018 VO8
- 2018 VP8
- 2018 VQ8
- 2018 VR8
- 2018 VS8
- 2018 VT8
- 2018 VU8
- 2018 VV8
- 2018 VW8
- 2018 VX8
- 2018 VY8
- 2018 VZ8
- 2018 VA9
- 2018 VB9
- 2018 VC9
- 2018 VE9
- 2018 VF9
- 2018 VG9
- 2018 VK9
- 2018 VL9
- 2018 VM9
- 2018 VO9
- 2018 VP9
- 2018 VQ9
- 2018 VR9
- 2018 VS9
- 2018 VT9
- 2018 VX9
- 2018 VY9
- 2018 VZ9
- 2018 VA10
- 2018 VB10
- 2018 VD10
- 2018 VF10
- 2018 VG10
- 2018 VH10
- 2018 VJ10
- 2018 VK10
- 2018 VL10
- 2018 VN10
- 2018 VQ10
- 2018 VA11
- 2018 VB11
- 2018 VG11
- 2018 VJ11
- 2018 VK11
- 2018 VL11
- 2018 VN11
- 2018 VR11
- 2018 VS11
- 2018 VT11
- 2018 VU11
- 2018 VW11
- 2018 VM12
- 2018 VN12
- 2018 VO12
- 2018 VT12
- 2018 VA13
- 2018 VB13
- 2018 VE13
- 2018 VH13
- 2018 VN13
- 2018 VO13
- 2018 VQ13
- 2018 VR13
- 2018 VT13
- 2018 VA14
- 2018 VB14
- 2018 VC14
- 2018 VG14
- 2018 VM14
- 2018 VO14
- 2018 VP14
- 2018 VT14
- 2018 VY14
- 2018 VG15
- 2018 VQ15
- 2018 VB16
- 2018 VD16
- 2018 VL16
- 2018 VM16
- 2018 VQ16
- 2018 VU16
- 2018 VC17
- 2018 VD17
- 2018 VL17
- 2018 VP17
- 2018 VT17
- 2018 VZ17
- 2018 VG18
- 2018 VH18
- 2018 VJ18
- 2018 VK18
- 2018 VQ18
- 2018 VK19
- 2018 VM19
- 2018 VN19
- 2018 VO19
- 2018 VT19
- 2018 VL20
- 2018 VM20
- 2018 VN20
- 2018 VP20
- 2018 VQ20
- 2018 VU20
- 2018 VX20
- 2018 VY20
- 2018 VE21
- 2018 VO21
- 2018 VQ21
- 2018 VR21
- 2018 VX21
- 2018 VZ21
- 2018 VA22
- 2018 VG22
- 2018 VH22
- 2018 VJ22
- 2018 VM22
- 2018 VN22
- 2018 VO22
- 2018 VQ22
- 2018 VV22
- 2018 VW22
- 2018 VA23
- 2018 VD23
- 2018 VG23
- 2018 VL23
- 2018 VN23
- 2018 VR23
- 2018 VZ23
- 2018 VE24
- 2018 VP24
- 2018 VS24
- 2018 VU24
- 2018 VZ24
- 2018 VA25
- 2018 VB25
- 2018 VD25
- 2018 VL25
- 2018 VC26
- 2018 VD26
- 2018 VL26
- 2018 VM26
- 2018 VO26
- 2018 VQ26
- 2018 VT26
- 2018 VW26
- 2018 VZ26
- 2018 VB27
- 2018 VL27
- 2018 VQ27
- 2018 VY27
- 2018 VN28
- 2018 VS28
- 2018 VT28
- 2018 VV28
- 2018 VJ29
- 2018 VP29
- 2018 VQ29
- 2018 VR29
- 2018 VS29
- 2018 VB30
- 2018 VF30
- 2018 VG30
- 2018 VK30
- 2018 VM30
- 2018 VQ30
- 2018 VT30
- 2018 VW30
- 2018 VX30
- 2018 VZ30
- 2018 VA31
- 2018 VC31
- 2018 VD31
- 2018 VE31
- 2018 VK31
- 2018 VN31
- 2018 VW31
- 2018 VA32
- 2018 VC32
- 2018 VE32
- 2018 VF32
- 2018 VG32
- 2018 VH32
- 2018 VQ32
- 2018 VV32
- 2018 VZ32
- 2018 VA33
- 2018 VF33
- 2018 VG33
- 2018 VH33
- 2018 VS33
- 2018 VV33
- 2018 VX33
- 2018 VA34
- 2018 VF34
- 2018 VJ34
- 2018 VO34
- 2018 VP34
- 2018 VR34
- 2018 VS34
- 2018 VX34
- 2018 VH35
- 2018 VM35
- 2018 VN35
- 2018 VO35
- 2018 VQ35
- 2018 VT35
- 2018 VZ35
- 2018 VP36
- 2018 VZ36
- 2018 VF37
- 2018 VJ37
- 2018 VL37
- 2018 VN37
- 2018 VP37
- 2018 VQ37
- 2018 VU37
- 2018 VV37
- 2018 VZ37
- 2018 VF38
- 2018 VG38
- 2018 VJ38
- 2018 VM38
- 2018 VN38
- 2018 VO38
- 2018 VP38
- 2018 VT38
- 2018 VV38
- 2018 VX38
- 2018 VY38
- 2018 VB39
- 2018 VC39
- 2018 VF39
- 2018 VG39
- 2018 VJ39
- 2018 VL39
- 2018 VZ39
- 2018 VA40
- 2018 VE40
- 2018 VF40
- 2018 VG40
- 2018 VK40
- 2018 VQ40
- 2018 VS40
- 2018 VV40
- 2018 VW40
- 2018 VY40
- 2018 VZ40
- 2018 VA41
- 2018 VB41
- 2018 VD41
- 2018 VE41
- 2018 VJ41
- 2018 VM41
- 2018 VN41
- 2018 VQ41
- 2018 VR41
- 2018 VU41
- 2018 VX41
- 2018 VY41
- 2018 VZ41
- 2018 VA42
- 2018 VB42
- 2018 VE42
- 2018 VL42
- 2018 VM42
- 2018 VN42
- 2018 VP42
- 2018 VQ42
- 2018 VU42
- 2018 VV42
- 2018 VW42
- 2018 VY42
- 2018 VD43
- 2018 VL43
- 2018 VM43
- 2018 VO43
- 2018 VP43
- 2018 VR43
- 2018 VX43
- 2018 VZ43
- 2018 VC44
- 2018 VD44
- 2018 VF44
- 2018 VJ44
- 2018 VM44
- 2018 VP44
- 2018 VT44
- 2018 VU44
- 2018 VW44
- 2018 VX44
- 2018 VC45
- 2018 VD45
- 2018 VG45
- 2018 VH45
- 2018 VJ45
- 2018 VN45
- 2018 VP45
- 2018 VQ45
- 2018 VR45
- 2018 VT45
- 2018 VW45
- 2018 VX45
- 2018 VY45
- 2018 VB46
- 2018 VJ46
- 2018 VO46
- 2018 VP46
- 2018 VQ46
- 2018 VS46
- 2018 VV46
- 2018 VW46
- 2018 VX46
- 2018 VD47
- 2018 VG47
- 2018 VJ47
- 2018 VL47
- 2018 VQ47
- 2018 VU47
- 2018 VV47
- 2018 VW47
- 2018 VX47
- 2018 VY47
- 2018 VB48
- 2018 VD48
- 2018 VJ48
- 2018 VK48
- 2018 VM48
- 2018 VN48
- 2018 VO48
- 2018 VP48
- 2018 VS48
- 2018 VT48
- 2018 VU48
- 2018 VW48
- 2018 VA49
- 2018 VB49
- 2018 VC49
- 2018 VG49
- 2018 VK49
- 2018 VM49
- 2018 VN49
- 2018 VO49
- 2018 VR49
- 2018 VT49
- 2018 VU49
- 2018 VX49
- 2018 VZ49
- 2018 VD50
- 2018 VE50
- 2018 VJ50
- 2018 VK50
- 2018 VM50
- 2018 VO50
- 2018 VR50
- 2018 VS50
- 2018 VV50
- 2018 VW50
- 2018 VY50
- 2018 VA51
- 2018 VE51
- 2018 VF51
- 2018 VJ51
- 2018 VL51
- 2018 VM51
- 2018 VO51
- 2018 VR51
- 2018 VU51
- 2018 VW51
- 2018 VZ51
- 2018 VC52
- 2018 VH52
- 2018 VK52
- 2018 VO52
- 2018 VQ52
- 2018 VV52
- 2018 VC53
- 2018 VJ53
- 2018 VN53
- 2018 VP53
- 2018 VQ53
- 2018 VR53
- 2018 VT53
- 2018 VU53
- 2018 VV53
- 2018 VZ53
- 2018 VB54
- 2018 VC54
- 2018 VH54
- 2018 VR54
- 2018 VS54
- 2018 VV54
- 2018 VX54
- 2018 VB55
- 2018 VE55
- 2018 VG55
- 2018 VH55
- 2018 VJ55
- 2018 VL55
- 2018 VM55
- 2018 VN55
- 2018 VO55
- 2018 VR55
- 2018 VS55
- 2018 VT55
- 2018 VV55
- 2018 VW55
- 2018 VA56
- 2018 VE56
- 2018 VH56
- 2018 VJ56
- 2018 VK56
- 2018 VN56
- 2018 VP56
- 2018 VQ56
- 2018 VR56
- 2018 VW56
- 2018 VX56
- 2018 VC57
- 2018 VE57
- 2018 VH57
- 2018 VJ57
- 2018 VL57
- 2018 VR57
- 2018 VS57
- 2018 VU57
- 2018 VW57
- 2018 VX57
- 2018 VY57
- 2018 VA58
- 2018 VB58
- 2018 VC58
- 2018 VF58
- 2018 VK58
- 2018 VP58
- 2018 VW58
- 2018 VO59
- 2018 VU59
- 2018 VV59
- 2018 VY59
- 2018 VA60
- 2018 VC60
- 2018 VD60
- 2018 VO60
- 2018 VS60
- 2018 VU60
- 2018 VW60
- 2018 VE61
- 2018 VG61
- 2018 VM61
- 2018 VN61
- 2018 VW61
- 2018 VE62
- 2018 VF62
- 2018 VH62
- 2018 VK62
- 2018 VM62
- 2018 VO62
- 2018 VX62
- 2018 VY62
- 2018 VB63
- 2018 VD63
- 2018 VE63
- 2018 VO63
- 2018 VR63
- 2018 VS63
- 2018 VV63
- 2018 VW63
- 2018 VZ63
- 2018 VB64
- 2018 VE64
- 2018 VL64
- 2018 VN64
- 2018 VR64
- 2018 VU64
- 2018 VY64
- 2018 VD65
- 2018 VG65
- 2018 VH65
- 2018 VJ65
- 2018 VL65
- 2018 VO65
- 2018 VR65
- 2018 VS65
- 2018 VT65
- 2018 VX65
- 2018 VC66
- 2018 VG66
- 2018 VN66
- 2018 VO66
- 2018 VR66
- 2018 VU66
- 2018 VY66
- 2018 VE67
- 2018 VH67
- 2018 VL67
- 2018 VN67
- 2018 VS67
- 2018 VT67
- 2018 VU67
- 2018 VC68
- 2018 VE68
- 2018 VF68
- 2018 VG68
- 2018 VL68
- 2018 VN68
- 2018 VQ68
- 2018 VS68
- 2018 VA69
- 2018 VD69
- 2018 VE69
- 2018 VJ69
- 2018 VO69
- 2018 VP69
- 2018 VS69
- 2018 VV69
- 2018 VE70
- 2018 VF70
- 2018 VK70
- 2018 VM70
- 2018 VT70
- 2018 VZ70
- 2018 VD71
- 2018 VE71
- 2018 VF71
- 2018 VJ71
- 2018 VL71
- 2018 VN71
- 2018 VO71
- 2018 VV71
- 2018 VY71
- 2018 VF72
- 2018 VJ72
- 2018 VK72
- 2018 VL72
- 2018 VM72
- 2018 VO72
- 2018 VR72
- 2018 VS72
- 2018 VZ72
- 2018 VC73
- 2018 VD73
- 2018 VG73
- 2018 VS73
- 2018 VT73
- 2018 VW73
- 2018 VA74
- 2018 VC74
- 2018 VD74
- 2018 VK74
- 2018 VN74
- 2018 VP74
- 2018 VU74
- 2018 VX74
- 2018 VY74
- 2018 VZ74
- 2018 VA75
- 2018 VD75
- 2018 VN75
- 2018 VP75
- 2018 VQ75
- 2018 VV75
- 2018 VX75
- 2018 VY75
- 2018 VZ75
- 2018 VD76
- 2018 VJ76
- 2018 VO76
- 2018 VQ76
- 2018 VR76
- 2018 VA77
- 2018 VG77
- 2018 VN77
- 2018 VC78
- 2018 VD78
- 2018 VH78
- 2018 VL78
- 2018 VN78
- 2018 VS78
- 2018 VT78
- 2018 VD79
- 2018 VH79
- 2018 VL79
- 2018 VM79
- 2018 VN79
- 2018 VO79
- 2018 VQ79
- 2018 VX79
- 2018 VZ79
- 2018 VA80
- 2018 VD80
- 2018 VK80
- 2018 VL80
- 2018 VM80
- 2018 VN80
- 2018 VS80
- 2018 VU80
- 2018 VV80
- 2018 VF81
- 2018 VG81
- 2018 VK81
- 2018 VN81
- 2018 VU81
- 2018 VW81
- 2018 VX81
- 2018 VZ81
- 2018 VB82
- 2018 VC82
- 2018 VO82
- 2018 VV82
- 2018 VZ82
- 2018 VF83
- 2018 VH83
- 2018 VM83
- 2018 VF84
- 2018 VG84
- 2018 VU84
- 2018 VA85
- 2018 VE85
- 2018 VH85
- 2018 VJ85
- 2018 VK85
- 2018 VM85
- 2018 VO85
- 2018 VU85
- 2018 VW85
- 2018 VK86
- 2018 VM86
- 2018 VO86
- 2018 VR86
- 2018 VT86
- 2018 VV86
- 2018 VW86
- 2018 VZ86
- 2018 VF87
- 2018 VO87
- 2018 VQ87
- 2018 VR87
- 2018 VU87
- 2018 VV87
- 2018 VY87
- 2018 VD88
- 2018 VG88
- 2018 VM88
- 2018 VO88
- 2018 VQ88
- 2018 VR88
- 2018 VS88
- 2018 VU88
- 2018 VW88
- 2018 VX88
- 2018 VK89
- 2018 VP89
- 2018 VQ89
- 2018 VR89
- 2018 VU89
- 2018 VV89
- 2018 VW89
- 2018 VY89
- 2018 VG90
- 2018 VH90
- 2018 VJ90
- 2018 VL90
- 2018 VM90
- 2018 VW90
- 2018 VY90
- 2018 VF91
- 2018 VG91
- 2018 VH91
- 2018 VJ91
- 2018 VK91
- 2018 VO91
- 2018 VP91
- 2018 VS91
- 2018 VT91
- 2018 VY91
- 2018 VZ91
- 2018 VB92
- 2018 VF92
- 2018 VH92
- 2018 VK92
- 2018 VL92
- 2018 VM92
- 2018 VU92
- 2018 VY92
- 2018 VZ92
- 2018 VC93
- 2018 VD93
- 2018 VE93
- 2018 VK93
- 2018 VP93
- 2018 VS93
- 2018 VT93
- 2018 VZ93
- 2018 VA94
- 2018 VC94
- 2018 VG94
- 2018 VH94
- 2018 VK94
- 2018 VM94
- 2018 VN94
- 2018 VR94
- 2018 VT94
- 2018 VV94
- 2018 VW94
- 2018 VY94
- 2018 VA95
- 2018 VC95
- 2018 VE95
- 2018 VG95
- 2018 VH95
- 2018 VJ95
- 2018 VP95
- 2018 VQ95
- 2018 VV95
- 2018 VY95
- 2018 VB96
- 2018 VC96
- 2018 VD96
- 2018 VE96
- 2018 VJ96
- 2018 VM96
- 2018 VQ96
- 2018 VS96
- 2018 VT96
- 2018 VX96
- 2018 VA97
- 2018 VD97
- 2018 VF97
- 2018 VH97
- 2018 VK97
- 2018 VL97
- 2018 VQ97
- 2018 VR97
- 2018 VS97
- 2018 VV97
- 2018 VW97
- 2018 VZ97
- 2018 VC98
- 2018 VF98
- 2018 VK98
- 2018 VS98
- 2018 VT98
- 2018 VW98
- 2018 VB99
- 2018 VC99
- 2018 VF99
- 2018 VH99
- 2018 VK99
- 2018 VL99
- 2018 VM99
- 2018 VN99
- 2018 VO99
- 2018 VR99
- 2018 VT99
- 2018 VV99
- 2018 VZ99
- 2018 VA100
- 2018 VC100
- 2018 VF100
- 2018 VJ100
- 2018 VN100
- 2018 VO100
- 2018 VQ100
- 2018 VR100
- 2018 VT100
- 2018 VU100
- 2018 VV100
- 2018 VW100
- 2018 VX100
- 2018 VB101
- 2018 VH101
- 2018 VN101
- 2018 VQ101
- 2018 VS101
- 2018 VU101
- 2018 VX101
- 2018 VY101
- 2018 VH102
- 2018 VM102
- 2018 VO102
- 2018 VP102
- 2018 VT102
- 2018 VY102
- 2018 VZ102
- 2018 VC103
- 2018 VD103
- 2018 VG103
- 2018 VJ103
- 2018 VK103
- 2018 VL103
- 2018 VM103
- 2018 VR103
- 2018 VV103
- 2018 VW103
- 2018 VZ103
- 2018 VA104
- 2018 VC104
- 2018 VD104
- 2018 VJ104
- 2018 VM104
- 2018 VN104
- 2018 VO104
- 2018 VP104
- 2018 VU104
- 2018 VW104
- 2018 VZ104
- 2018 VA105
- 2018 VB105
- 2018 VC105
- 2018 VD105
- 2018 VG105
- 2018 VL105
- 2018 VN105
- 2018 VQ105
- 2018 VS105
- 2018 VU105
- 2018 VV105
- 2018 VW105
- 2018 VA106
- 2018 VE106
- 2018 VF106
- 2018 VQ106
- 2018 VR106
- 2018 VT106
- 2018 VU106
- 2018 VZ106
- 2018 VA107
- 2018 VB107
- 2018 VC107
- 2018 VE107
- 2018 VF107
- 2018 VK107
- 2018 VN107
- 2018 VO107
- 2018 VU107
- 2018 VY107
- 2018 VC108
- 2018 VF108
- 2018 VG108
- 2018 VK108
- 2018 VL108
- 2018 VQ108
- 2018 VT108
- 2018 VV108
- 2018 VX108
- 2018 VZ108
- 2018 VA109
- 2018 VG109
- 2018 VH109
- 2018 VQ109
- 2018 VU109
- 2018 VW109
- 2018 VZ109
- 2018 VB110
- 2018 VC110
- 2018 VH110
- 2018 VN110
- 2018 VO110
- 2018 VP110
- 2018 VR110
- 2018 VS110
- 2018 VZ110
- 2018 VD111
- 2018 VE111
- 2018 VJ111
- 2018 VN111
- 2018 VO111
- 2018 VP111
- 2018 VQ111
- 2018 VS111
- 2018 VV111
- 2018 VW111
- 2018 VY111
- 2018 VZ111
- 2018 VA112
- 2018 VC112
- 2018 VD112
- 2018 VF112
- 2018 VJ112
- 2018 VL112
- 2018 VN112
- 2018 VQ112
- 2018 VT112
- 2018 VW112
- 2018 VX112
- 2018 VY112
- 2018 VZ112
- 2018 VE113
- 2018 VF113
- 2018 VG113
- 2018 VH113
- 2018 VK113
- 2018 VL113
- 2018 VM113
- 2018 VN113
- 2018 VO113
- 2018 VP113
- 2018 VT113
- 2018 VU113
- 2018 VV113
- 2018 VW113
- 2018 VX113
- 2018 VY113
- 2018 VA114
- 2018 VB114
- 2018 VC114
- 2018 VD114
- 2018 VF114
- 2018 VG114
- 2018 VH114
- 2018 VJ114
- 2018 VK114
- 2018 VL114
- 2018 VN114
- 2018 VO114
- 2018 VQ114
- 2018 VR114
- 2018 VT114
- 2018 VV114
- 2018 VW114
- 2018 VY114
- 2018 VA115
- 2018 VB115
- 2018 VC115
- 2018 VD115
- 2018 VE115
- 2018 VF115
- 2018 VG115
- 2018 VH115
- 2018 VJ115
- 2018 VK115
- 2018 VL115
- 2018 VM115
- 2018 VN115
- 2018 VO115
- 2018 VP115
- 2018 VQ115
- 2018 VR115
- 2018 VS115
- 2018 VT115
- 2018 VU115
- 2018 VW115
- 2018 VB116
- 2018 VC116
- 2018 VD116
- 2018 VE116
- 2018 VG116
- 2018 VH116
- 2018 VJ116
- 2018 VK116
- 2018 VL116
- 2018 VM116
- 2018 VO116
- 2018 VP116
- 2018 VQ116
- 2018 VR116
- 2018 VS116
- 2018 VT116
- 2018 VV116
- 2018 VW116
- 2018 VY116
- 2018 VZ116
- 2018 VC117
- 2018 VE117
- 2018 VF117
- 2018 VG117
- 2018 VH117
- 2018 VJ117
- 2018 VM117
- 2018 VN117
- 2018 VO117
- 2018 VP117
- 2018 VR117
- 2018 VS117
- 2018 VT117
- 2018 VU117
- 2018 VW117
- 2018 VX117
- 2018 VY117
- 2018 VB118
- 2018 VC118
- 2018 VD118
- 2018 VE118
- 2018 VF118
- 2018 VH118
- 2018 VJ118
- 2018 VK118
- 2018 VL118
- 2018 VN118
- 2018 VO118
- 2018 VQ118
- 2018 VR118
- 2018 VS118
- 2018 VT118
- 2018 VU118
- 2018 VV118
- 2018 VW118
- 2018 VX118
- 2018 VY118
- 2018 VZ118
- 2018 VA119
- 2018 VC119
- 2018 VD119
- 2018 VE119
- 2018 VF119
- 2018 VG119
- 2018 VH119
- 2018 VJ119
- 2018 VL119
- 2018 VO119
- 2018 VP119
- 2018 VQ119
- 2018 VR119
- 2018 VS119
- 2018 VT119
- 2018 VU119
- 2018 VV119
- 2018 VX119
- 2018 VY119
- 2018 VA120
- 2018 VC120
- 2018 VD120
- 2018 VG120
- 2018 VH120
- 2018 VJ120
- 2018 VK120
- 2018 VL120
- 2018 VM120
- 2018 VN120
- 2018 VR120
- 2018 VS120
- 2018 VT120
- 2018 VU120
- 2018 VV120
- 2018 VW120
- 2018 VX120
- 2018 VZ120
- 2018 VB121
- 2018 VC121
- 2018 VD121
- 2018 VE121
- 2018 VG121
- 2018 VH121
- 2018 VJ121
- 2018 VK121
- 2018 VM121
- 2018 VO121
- 2018 VP121
- 2018 VQ121
- 2018 VR121
- 2018 VS121
- 2018 VX121
- 2018 VY121
- 2018 VZ121
- 2018 VY122
- 2018 VD123
- 2018 VJ123
- 2018 VO123
- 2018 VS123
- 2018 VV123
- 2018 VZ123
- 2018 VE124
- 2018 VH124
- 2018 VJ124
- 2018 VK124
- 2018 VM124
- 2018 VN124
- 2018 VO124
- 2018 VS124
- 2018 VX124
- 2018 VZ124
- 2018 VB125
- 2018 VC125
- 2018 VL125
- 2018 VN125
- 2018 VP125
- 2018 VT125
- 2018 VU125
- 2018 VV125
- 2018 VY125
- 2018 VZ125
- 2018 VA126
- 2018 VB126
- 2018 VC126
- 2018 VH126
- 2018 VK126
- 2018 VM126
- 2018 VN126
- 2018 VO126
- 2018 VP126
- 2018 VR126
- 2018 VU126
- 2018 VV126
- 2018 VW126
- 2018 VX126
- 2018 VZ126
- 2018 VB127
- 2018 VC127
- 2018 VK127
- 2018 VL127
- 2018 VM127
- 2018 VP127
- 2018 VQ127
- 2018 VR127
- 2018 VS127
- 2018 VT127
- 2018 VU127
- 2018 VV127
- 2018 VW127
- 2018 VX127
- 2018 VY127
- 2018 VZ127
- 2018 VA128
- 2018 VB128
- 2018 VD128
- 2018 VO128
- 2018 VT128
- 2018 VU128
- 2018 VV128
- 2018 VW128
- 2018 VX128
- 2018 VY128
- 2018 VZ128
- 2018 VC129
- 2018 VD129
- 2018 VF129
- 2018 VG129
- 2018 VH129
- 2018 VJ129
- 2018 VK129
- 2018 VL129
- 2018 VM129
- 2018 VN129
- 2018 VO129
- 2018 VP129
- 2018 VQ129
- 2018 VS129
- 2018 VT129
- 2018 VU129
- 2018 VV129
- 2018 VW129
- 2018 VX129
- 2018 VY129
- 2018 VZ129
- 2018 VA130
- 2018 VB130
- 2018 VC130
- 2018 VD130
- 2018 VE130
- 2018 VF130
- 2018 VG130
- 2018 VH130
- 2018 VJ130
- 2018 VK130
- 2018 VN130
- 2018 VO130
- 2018 VP130
- 2018 VQ130
- 2018 VR130
- 2018 VT130
- 2018 VU130
- 2018 VY130
- 2018 VZ130
- 2018 VA131
- 2018 VB131
- 2018 VC131
- 2018 VD131
- 2018 VF131
- 2018 VG131
- 2018 VH131
- 2018 VJ131
- 2018 VL131
- 2018 VM131
- 2018 VQ131
- 2018 VS131
- 2018 VT131
- 2018 VU131
- 2018 VX131
- 2018 VY131
- 2018 VB132
- 2018 VC132
- 2018 VE132
- 2018 VL132
- 2018 VQ132
- 2018 VR132
- 2018 VS132
- 2018 VU132
- 2018 VV132
- 2018 VW132
- 2018 VX132
- 2018 VY132
- 2018 VZ132
- 2018 VA133
- 2018 VB133
- 2018 VC133
- 2018 VD133
- 2018 VE133
- 2018 VF133
- 2018 VG133
- 2018 VH133
- 2018 VJ133
- 2018 VK133
- 2018 VL133
- 2018 VM133
- 2018 VN133
- 2018 VO133
- 2018 VP133
- 2018 VQ133
- 2018 VR133
- 2018 VS133
- 2018 VT133
- 2018 VU133
- 2018 VV133
- 2018 VX133
- 2018 VY133
- 2018 VZ133
- 2018 VA134
- 2018 VB134
- 2018 VC134
- 2018 VD134
- 2018 VE134
- 2018 VF134
- 2018 VG134
- 2018 VH134
- 2018 VJ134
- 2018 VK134
- 2018 VL134
- 2018 VM134
- 2018 VN134
- 2018 VO134
- 2018 VP134
- 2018 VQ134
- 2018 VR134
- 2018 VS134
- 2018 VU134
- 2018 VV134
- 2018 VW134
- 2018 VY134
- 2018 VZ134
- 2018 VB135
- 2018 VC135
- 2018 VD135
- 2018 VF135
- 2018 VG135
- 2018 VH135
- 2018 VJ135
- 2018 VK135
- 2018 VL135
- 2018 VM135
- 2018 VN135
- 2018 VO135
- 2018 VP135
- 2018 VQ135
- 2018 VR135
- 2018 VS135
- 2018 VT135
- 2018 VU135
- 2018 VV135
- 2018 VW135
- 2018 VX135
- 2018 VY135
- 2018 VZ135
- 2018 VA136
- 2018 VB136
- 2018 VC136
- 2018 VE136
- 2018 VF136
- 2018 VG136
- 2018 VH136
- 2018 VJ136
- 2018 VK136
- 2018 VL136
- 2018 VM136
- 2018 VN136
- 2018 VO136
- 2018 VP136
- 2018 VQ136
- 2018 VR136
- 2018 VS136
- 2018 VT136
- 2018 VU136
- 2018 VV136
- 2018 VW136
- 2018 VX136
- 2018 VY136
- 2018 VZ136
- 2018 VA137
- 2018 VB137
- 2018 VC137
- 2018 VE137
- 2018 VF137
- 2018 VG137
- 2018 VH137
- 2018 VJ137
- 2018 VK137
- 2018 VL137
- 2018 VM137
- 2018 VN137
- 2018 VO137
- 2018 VP137
- 2018 VQ137
- 2018 VR137
- 2018 VS137
- 2018 VU137
- 2018 VV137
- 2018 VW137
- 2018 VX137
- 2018 VY137
- 2018 VB138
- 2018 VC138
- 2018 VD138
- 2018 VE138
- 2018 VF138
- 2018 VH138
- 2018 VJ138
- 2018 VK138
- 2018 VL138
- 2018 VM138
- 2018 VN138
- 2018 VP138
- 2018 VQ138
- 2018 VR138
- 2018 VA139
- 2018 VC139
- 2018 VD139
- 2018 VE139
- 2018 VH139
- 2018 VO139
- 2018 VP139
- 2018 VR139
- 2018 VS139
- 2018 VW139
- 2018 VY139
- 2018 VZ139
- 2018 VB140
- 2018 VC140
- 2018 VD140
- 2018 VE140
- 2018 VF140
- 2018 VG140
- 2018 VH140
- 2018 VJ140
- 2018 VK140
- 2018 VL140
- 2018 VM140
- 2018 VO140
- 2018 VS140
- 2018 VU140
- 2018 VW140
- 2018 VX140
- 2018 VZ140
- 2018 VD141
- 2018 VE141
- 2018 VF141
- 2018 VH141
- 2018 VJ141
- 2018 VK141
- 2018 VM141
- 2018 VO141
- 2018 VP141
- 2018 VR141
- 2018 VS141
- 2018 VV141
- 2018 VW141
- 2018 VY141
- 2018 VB142
- 2018 VC142
- 2018 VD142
- 2018 VE142
- 2018 VH142
- 2018 VK142
- 2018 VM142
- 2018 VN142
- 2018 VP142
- 2018 VS142
- 2018 VU142
- 2018 VV142
- 2018 VW142
- 2018 VX142
- 2018 VY142
- 2018 VZ142
- 2018 VA143
- 2018 VB143
- 2018 VD143
- 2018 VK143
- 2018 VL143
- 2018 VM143
- 2018 VO143
- 2018 VP143
- 2018 VS143
- 2018 VV143
- 2018 VX143
- 2018 VA144
- 2018 VB144
- 2018 VC144
- 2018 VE144
- 2018 VF144
- 2018 VG144
- 2018 VH144
- 2018 VJ144
- 2018 VK144
- 2018 VL144
- 2018 VM144
- 2018 VQ144
- 2018 VR144
- 2018 VS144
- 2018 VT144
- 2018 VW144
- 2018 VX144
- 2018 VY144
- 2018 VB145
- 2018 VH145
- 2018 VJ145
- 2018 VK145
- 2018 VM145
- 2018 VN145
- 2018 VP145
- 2018 VS145
- 2018 VT145
- 2018 VV145
- 2018 VX145
- 2018 VC146
- 2018 VD146
- 2018 VF146
- 2018 VG146
- 2018 VH146
- 2018 VJ146
- 2018 VK146
- 2018 VR146
- 2018 VT146
- 2018 VV146
- 2018 VW146
- 2018 VY146
- 2018 VA147
- 2018 VB147
- 2018 VD147
- 2018 VE147
- 2018 VF147
- 2018 VG147
- 2018 VH147
- 2018 VJ147
- 2018 VK147
- 2018 VL147
- 2018 VM147
- 2018 VN147
- 2018 VO147
- 2018 VP147
- 2018 VQ147
- 2018 VR147
- 2018 VT147
- 2018 VU147
- 2018 VV147
- 2018 VW147
- 2018 VX147
- 2018 VY147
- 2018 VZ147
- 2018 VA148
- 2018 VB148
- 2018 VC148
- 2018 VD148
- 2018 VF148
- 2018 VG148
- 2018 VQ148
- 2018 VR148
- 2018 VS148
- 2018 VT148
- 2018 VU148
- 2018 VV148
- 2018 VW148
- 2018 VX148
- 2018 VY148
- 2018 VA149
- 2018 VC149
- 2018 VD149
- 2018 VE149
- 2018 VF149
- 2018 VG149
- 2018 VH149
- 2018 VJ149
- 2018 VK149
- 2018 VM149
- 2018 VO149
- 2018 VP149
- 2018 VQ149
- 2018 VR149
- 2018 VS149
- 2018 VT149
- 2018 VU149
- 2018 VV149
- 2018 VX149
- 2018 VZ149
- 2018 VB150
- 2018 VC150
- 2018 VD150
- 2018 VE150
- 2018 VF150
- 2018 VG150
- 2018 VH150
- 2018 VJ150
- 2018 VK150
- 2018 VN150
- 2018 VP150
- 2018 VR150
- 2018 VS150
- 2018 VT150
- 2018 VU150
- 2018 VV150
- 2018 VW150
- 2018 VZ150
- 2018 VA151
- 2018 VC151
- 2018 VF151
- 2018 VG151
- 2018 VJ151
- 2018 VM151
- 2018 VN151
- 2018 VO151
- 2018 VP151
- 2018 VQ151
- 2018 VR151
- 2018 VS151
- 2018 VT151
- 2018 VU151
- 2018 VV151
- 2018 VW151
- 2018 VX151
- 2018 VZ151
- 2018 VA152
- 2018 VB152
- 2018 VC152
- 2018 VD152
- 2018 VE152
- 2018 VF152
- 2018 VG152
- 2018 VH152
- 2018 VK152
- 2018 VN152
- 2018 VO152
- 2018 VQ152
- 2018 VS152
- 2018 VY152
- 2018 VB153
- 2018 VC153
- 2018 VD153
- 2018 VE153
- 2018 VF153
- 2018 VH153
- 2018 VJ153
- 2018 VK153
- 2018 VL153
- 2018 VM153
- 2018 VQ153
- 2018 VR153
- 2018 VS153
- 2018 VT153
- 2018 VW153
- 2018 VZ153
- 2018 VA154
- 2018 VC154
- 2018 VD154
- 2018 VE154
- 2018 VF154
- 2018 VG154
- 2018 VH154
- 2018 VJ154
- 2018 VK154
- 2018 VM154
- 2018 VN154
- 2018 VO154
- 2018 VQ154
- 2018 VV154
- 2018 VW154
- 2018 VY154
- 2018 VZ154
- 2018 VC155
- 2018 VD155
- 2018 VE155
- 2018 VF155
- 2018 VK155
- 2018 VM155
- 2018 VO155
- 2018 VP155
- 2018 VQ155
- 2018 VU155
- 2018 VV155
- 2018 VW155
- 2018 VX155
- 2018 VY155
- 2018 VZ155
- 2018 VA156
- 2018 VB156
- 2018 VC156
- 2018 VD156
- 2018 VE156
- 2018 VG156
- 2018 VH156
- 2018 VJ156
- 2018 VL156
- 2018 VM156
- 2018 VO156
- 2018 VQ156
- 2018 VR156
- 2018 VS156
- 2018 VU156
- 2018 VV156
- 2018 VW156
- 2018 VX156
- 2018 VY156
- 2018 VZ156
- 2018 VA157
- 2018 VB157
- 2018 VC157
- 2018 VD157
- 2018 VE157
- 2018 VF157
- 2018 VG157
- 2018 VH157
- 2018 VJ157
- 2018 VK157
- 2018 VL157
- 2018 VM157
- 2018 VN157
- 2018 VO157
- 2018 VP157
- 2018 VQ157
- 2018 VR157
- 2018 VS157
- 2018 VV157
- 2018 VW157
- 2018 VX157
- 2018 VY157
- 2018 VZ157
- 2018 VA158
- 2018 VB158
- 2018 VC158
- 2018 VD158
- 2018 VE158
- 2018 VF158
- 2018 VG158
- 2018 VH158
- 2018 VJ158
- 2018 VK158
- 2018 VL158
- 2018 VM158
- 2018 VN158
- 2018 VO158
- 2018 VP158
- 2018 VQ158
- 2018 VR158
- 2018 VU158
- 2018 VV158
- 2018 VW158
- 2018 VX158
- 2018 VY158
- 2018 VZ158
- 2018 VB159
- 2018 VC159
- 2018 VE159
- 2018 VF159
- 2018 VG159
- 2018 VH159
- 2018 VJ159
- 2018 VK159
- 2018 VL159
- 2018 VM159
- 2018 VN159
- 2018 VP159
- 2018 VQ159
- 2018 VR159
- 2018 VS159
- 2018 VT159
- 2018 VU159
- 2018 VV159
- 2018 VW159
- 2018 VX159
- 2018 VY159
- 2018 VZ159
- 2018 VA160
- 2018 VC160
- 2018 VD160
- 2018 VE160
- 2018 VF160
- 2018 VG160
- 2018 VH160
- 2018 VJ160
- 2018 VK160
- 2018 VL160
- 2018 VM160
- 2018 VN160
- 2018 VO160
- 2018 VP160
- 2018 VQ160
- 2018 VR160
- 2018 VS160
- 2018 VT160
- 2018 VU160
- 2018 VV160
- 2018 VW160
- 2018 VY160
- 2018 VA161
- 2018 VB161
- 2018 VC161
- 2018 VD161
- 2018 VE161
- 2018 VF161
- 2018 VG161
- 2018 VH161
- 2018 VJ161
- 2018 VK161
- 2018 VL161
- 2018 VP161
- 2018 VQ161
- 2018 VS161
- 2018 VT161
- 2018 VU161
- 2018 VV161
- 2018 VW161
- 2018 VX161
- 2018 VY161
- 2018 VZ161
- 2018 VA162
- 2018 VB162
- 2018 VD162
- 2018 VE162
- 2018 VF162
- 2018 VG162
- 2018 VH162
- 2018 VJ162
- 2018 VK162
- 2018 VL162
- 2018 VM162
- 2018 VN162
- 2018 VO162
- 2018 VP162
- 2018 VQ162
- 2018 VR162
- 2018 VS162
- 2018 VT162
- 2018 VU162
- 2018 VW162
- 2018 VX162
- 2018 VY162
- 2018 VZ162
- 2018 VA163
- 2018 VC163
- 2018 VD163
- 2018 VF163
- 2018 VG163
- 2018 VH163
- 2018 VJ163
- 2018 VK163
- 2018 VL163
- 2018 VM163
- 2018 VN163
- 2018 VO163
- 2018 VP163
- 2018 VQ163
- 2018 VS163
- 2018 VT163
- 2018 VU163
- 2018 VV163
- 2018 VW163
- 2018 VX163
- 2018 VY163
- 2018 VZ163
- 2018 VA164
- 2018 VB164
- 2018 VC164
- 2018 VD164
- 2018 VE164
- 2018 VF164
- 2018 VG164
- 2018 VH164
- 2018 VJ164
- 2018 VK164
- 2018 VL164
- 2018 VM164
- 2018 VN164
- 2018 VO164
- 2018 VP164
- 2018 VQ164
- 2018 VR164
- 2018 VS164
- 2018 VT164
- 2018 VU164
- 2018 VV164
- 2018 VW164
- 2018 VX164
- 2018 VY164
- 2018 VZ164
- 2018 VA165
- 2018 VB165
- 2018 VC165
- 2018 VD165
- 2018 VE165
- 2018 VF165
- 2018 VG165
- 2018 VH165
- 2018 VJ165
- 2018 VK165
- 2018 VL165
- 2018 VM165
- 2018 VN165
- 2018 VO165
- 2018 VP165
- 2018 VQ165
- 2018 VR165
- 2018 VS165
- 2018 VT165
- 2018 VU165
- 2018 VV165
- 2018 VW165
- 2018 VX165
- 2018 VY165
- 2018 VZ165
- 2018 VA166
- 2018 VB166
- 2018 VC166
- 2018 VD166
- 2018 VE166
- 2018 VF166
- 2018 VG166
- 2018 VH166
- 2018 VJ166
- 2018 VK166
- 2018 VL166
- 2018 VM166
- 2018 VN166
- 2018 VO166
- 2018 VQ166
- 2018 VR166
- 2018 VS166
- 2018 VT166
- 2018 VU166
- 2018 VV166
- 2018 VW166
- 2018 VX166
- 2018 VY166
- 2018 VZ166
- 2018 VB167
- 2018 VC167
- 2018 VD167
- 2018 VE167
- 2018 VF167
- 2018 VG167
- 2018 VH167
- 2018 VJ167
- 2018 VK167
- 2018 VL167
- 2018 VM167
- 2018 VN167
- 2018 VO167
- 2018 VP167
- 2018 VQ167
- 2018 VR167
- 2018 VS167
- 2018 VT167
- 2018 VU167
- 2018 VV167
- 2018 VW167
- 2018 VX167
- 2018 VY167
- 2018 VZ167
- 2018 VA168
- 2018 VB168
- 2018 VC168
- 2018 VD168
- 2018 VE168
- 2018 VF168
- 2018 VG168
- 2018 VJ168
- 2018 VK168
- 2018 VL168
- 2018 VM168
- 2018 VN168
- 2018 VO168
- 2018 VP168
- 2018 VQ168
- 2018 VR168
- 2018 VS168
- 2018 VT168
- 2018 VU168
- 2018 VV168
- 2018 VW168
- 2018 VX168
- 2018 VY168
- 2018 VZ168
- 2018 VA169
- 2018 VC169
- 2018 VD169
- 2018 VE169
- 2018 VG169
- 2018 VH169
- 2018 VJ169
- 2018 VK169
- 2018 VM169
- 2018 VN169
- 2018 VO169
- 2018 VP169
- 2018 VQ169
- 2018 VR169
- 2018 VS169
- 2018 VT169
- 2018 VU169
- 2018 VV169
- 2018 VW169
- 2018 VX169
- 2018 VZ169
- 2018 VA170
- 2018 VC170
- 2018 VD170
- 2018 VE170
- 2018 VF170
- 2018 VG170
- 2018 VJ170
- 2018 VK170
- 2018 VL170
- 2018 VM170
- 2018 VN170
- 2018 VO170
- 2018 VP170
- 2018 VQ170
- 2018 VR170
- 2018 VT170
- 2018 VU170
- 2018 VV170
- 2018 VW170
- 2018 VX170
- 2018 VY170
- 2018 VZ170
- 2018 VA171
- 2018 VB171
- 2018 VC171
- 2018 VD171
- 2018 VE171
- 2018 VF171
- 2018 VG171
- 2018 VH171
- 2018 VJ171
- 2018 VK171
- 2018 VL171
- 2018 VM171
- 2018 VN171
- 2018 VO171
- 2018 VP171
- 2018 VQ171
- 2018 VR171
- 2018 VS171
- 2018 VT171
- 2018 VU171
- 2018 VV171
- 2018 VW171
- 2018 VX171
- 2018 VY171
- 2018 VZ171
- 2018 VA172
- 2018 VB172
- 2018 VC172
- 2018 VD172
- 2018 VE172
- 2018 VF172
- 2018 VG172
- 2018 VJ172
- 2018 VK172
- 2018 VL172
- 2018 VM172
- 2018 VN172
- 2018 VO172
- 2018 VP172
- 2018 VQ172
- 2018 VR172
- 2018 VS172
- 2018 VT172
- 2018 VU172
- 2018 VV172
- 2018 VW172
- 2018 VX172
- 2018 VY172
- 2018 VZ172
- 2018 VA173
- 2018 VB173
- 2018 VC173
- 2018 VD173
- 2018 VE173
- 2018 VF173
- 2018 VG173
- 2018 VH173
- 2018 VJ173
- 2018 VK173
- 2018 VL173
- 2018 VM173
- 2018 VN173
- 2018 VO173
- 2018 VP173
- 2018 VQ173
- 2018 VR173
- 2018 VS173
- 2018 VT173
- 2018 VU173
- 2018 VV173
- 2018 VW173
- 2018 VX173
- 2018 VY173
- 2018 VZ173
- 2018 VA174
- 2018 VB174
- 2018 VC174
- 2018 VD174
- 2018 VE174
- 2018 VF174
- 2018 VG174
- 2018 VH174
- 2018 VJ174
- 2018 VK174
- 2018 VL174
- 2018 VM174
- 2018 VN174
- 2018 VO174
- 2018 VP174
- 2018 VQ174
- 2018 VR174
- 2018 VS174
- 2018 VU174
- 2018 VV174
- 2018 VW174
- 2018 VX174
- 2018 VZ174
- 2018 VA175
- 2018 VB175
- 2018 VC175
- 2018 VD175
- 2018 VE175
- 2018 VF175
- 2018 VG175
- 2018 VH175
- 2018 VJ175
- 2018 VK175
- 2018 VL175
- 2018 VM175
- 2018 VN175
- 2018 VO175
- 2018 VP175
- 2018 VQ175
- 2018 VR175
- 2018 VS175
- 2018 VT175
- 2018 VU175
- 2018 VV175
- 2018 VX175
- 2018 VY175
- 2018 VZ175
- 2018 VA176
- 2018 VB176
- 2018 VC176
- 2018 VD176
- 2018 VE176
- 2018 VG176
- 2018 VH176
- 2018 VJ176
- 2018 VK176
- 2018 VL176
- 2018 VM176
- 2018 VN176
- 2018 VO176
- 2018 VP176
- 2018 VQ176
- 2018 VR176
- 2018 VS176
- 2018 VT176
- 2018 VU176
- 2018 VV176
- 2018 VW176
- 2018 VX176
- 2018 VY176
- 2018 VZ176
- 2018 VA177
- 2018 VB177
- 2018 VC177
- 2018 VD177
- 2018 VE177
- 2018 VF177
- 2018 VG177
- 2018 VH177
- 2018 VJ177
- 2018 VK177
- 2018 VL177
- 2018 VN177
- 2018 VO177
- 2018 VP177
- 2018 VQ177
- 2018 VR177
- 2018 VS177
- 2018 VT177
- 2018 VU177
- 2018 VV177
- 2018 VY177
- 2018 VZ177
- 2018 VA178
- 2018 VB178
- 2018 VC178
- 2018 VD178
- 2018 VE178
- 2018 VF178
- 2018 VG178
- 2018 VH178
- 2018 VJ178
- 2018 VL178
- 2018 VM178
- 2018 VN178
- 2018 VO178
- 2018 VP178
- 2018 VQ178
- 2018 VS178
- 2018 VT178
- 2018 VU178
- 2018 VV178
- 2018 VW178
- 2018 VX178
- 2018 VY178
- 2018 VZ178
- 2018 VA179
- 2018 VB179
- 2018 VC179
- 2018 VD179
- 2018 VE179
- 2018 VG179
- 2018 VH179
- 2018 VJ179
- 2018 VK179
- 2018 VL179
- 2018 VM179
- 2018 VO179
- 2018 VP179
- 2018 VQ179
- 2018 VR179
- 2018 VS179
- 2018 VT179
- 2018 VU179
- 2018 VV179
- 2018 VW179
- 2018 VX179
- 2018 VY179
- 2018 VZ179
- 2018 VC180
- 2018 VD180
- 2018 VE180
- 2018 VF180
- 2018 VG180
- 2018 VH180
- 2018 VJ180
- 2018 VK180
- 2018 VL180
- 2018 VM180
- 2018 VN180
- 2018 VO180
- 2018 VP180
- 2018 VQ180
- 2018 VR180
- 2018 VS180
- 2018 VT180
- 2018 VU180
- 2018 VV180
- 2018 VW180
- 2018 VX180
- 2018 VY180
- 2018 VZ180
- 2018 VB181
- 2018 VC181
- 2018 VD181
- 2018 VF181
- 2018 VH181
- 2018 VJ181
- 2018 VK181
- 2018 VL181
- 2018 VM181
- 2018 VN181
- 2018 VO181
- 2018 VP181
- 2018 VR181
- 2018 VS181
- 2018 VT181
- 2018 VU181
- 2018 VV181
- 2018 VW181
- 2018 VX181
- 2018 VY181
- 2018 VZ181
- 2018 VA182
- 2018 VB182
- 2018 VC182
- 2018 VD182
- 2018 VE182
- 2018 VF182
- 2018 VG182
- 2018 VH182
- 2018 VJ182
- 2018 VK182
- 2018 VL182
- 2018 VM182
- 2018 VN182
- 2018 VO182
- 2018 VP182
- 2018 VQ182
- 2018 VR182
- 2018 VS182
- 2018 VT182
- 2018 VU182
- 2018 VV182
- 2018 VW182
- 2018 VX182
- 2018 VY182
- 2018 VZ182
- 2018 VA183
- 2018 VB183
- 2018 VC183
- 2018 VD183
- 2018 VE183
- 2018 VF183
- 2018 VG183
- 2018 VH183
- 2018 VJ183
- 2018 VK183
- 2018 VL183
- 2018 VM183
- 2018 VN183
- 2018 VO183
- 2018 VP183
- 2018 VQ183
- 2018 VR183
- 2018 VS183
- 2018 VT183
- 2018 VV183
- 2018 VW183
- 2018 VY183
- 2018 VZ183
- 2018 VA184
- 2018 VB184
- 2018 VC184
- 2018 VD184
- 2018 VE184
- 2018 VF184
- 2018 VG184
- 2018 VH184
- 2018 VJ184
- 2018 VK184
- 2018 VL184
- 2018 VM184
- 2018 VN184
- 2018 VO184
- 2018 VP184
- 2018 VQ184
- 2018 VR184
- 2018 VS184
- 2018 VT184
- 2018 VU184
- 2018 VV184
- 2018 VW184
- 2018 VX184
- 2018 VY184
- 2018 VA185
- 2018 VB185
- 2018 VC185
- 2018 VD185
- 2018 VE185
- 2018 VF185
- 2018 VG185
- 2018 VH185
- 2018 VJ185
- 2018 VL185
- 2018 VM185
- 2018 VN185
- 2018 VO185
- 2018 VP185
- 2018 VQ185
- 2018 VR185
- 2018 VS185
- 2018 VT185
- 2018 VU185
- 2018 VV185
- 2018 VW185
- 2018 VX185
- 2018 VY185
- 2018 VZ185
- 2018 VA186
- 2018 VB186
- 2018 VC186
- 2018 VD186
- 2018 VE186
- 2018 VF186
- 2018 VG186
- 2018 VH186
- 2018 VJ186
- 2018 VK186
- 2018 VL186
- 2018 VM186
- 2018 VN186
- 2018 VO186
- 2018 VP186
- 2018 VQ186
- 2018 VR186
- 2018 VS186
- 2018 VT186
- 2018 VU186
- 2018 VV186
- 2018 VW186
- 2018 VX186
- 2018 VY186
- 2018 VA187
- 2018 VB187
- 2018 VC187
- 2018 VD187
- 2018 VE187
- 2018 VF187
- 2018 VH187
- 2018 VJ187
- 2018 VK187
- 2018 VL187
- 2018 VM187
- 2018 VN187
- 2018 VO187
- 2018 VQ187
- 2018 VR187
- 2018 VS187
- 2018 VT187
- 2018 VU187
- 2018 VV187
- 2018 VW187
- 2018 VX187
- 2018 VY187
- 2018 VZ187
- 2018 VA188
- 2018 VB188
- 2018 VC188
- 2018 VD188
- 2018 VF188
- 2018 VG188
- 2018 VH188
- 2018 VJ188
- 2018 VK188
- 2018 VN188
- 2018 VO188
- 2018 VP188
- 2018 VQ188
- 2018 VR188
- 2018 VS188
- 2018 VT188
- 2018 VU188
- 2018 VW188
- 2018 VX188
- 2018 VY188
- 2018 VZ188
- 2018 VA189
- 2018 VB189
- 2018 VC189
- 2018 VD189
- 2018 VF189
- 2018 VG189
- 2018 VH189
- 2018 VJ189
- 2018 VK189
- 2018 VL189
- 2018 VM189
- 2018 VO189
- 2018 VP189
- 2018 VQ189
- 2018 VR189
- 2018 VS189
- 2018 VT189
- 2018 VU189
- 2018 VV189
- 2018 VW189
- 2018 VX189
- 2018 VY189
- 2018 VZ189
- 2018 VA190
- 2018 VB190
- 2018 VC190
- 2018 VD190
- 2018 VE190
- 2018 VF190
- 2018 VG190
- 2018 VH190
- 2018 VJ190
- 2018 VK190
- 2018 VL190
- 2018 VM190
- 2018 VN190
- 2018 VO190
- 2018 VP190
- 2018 VQ190
- 2018 VS190
- 2018 VT190
- 2018 VU190
- 2018 VW190
- 2018 VX190
- 2018 VY190
- 2018 VZ190
- 2018 VA191
- 2018 VB191
- 2018 VC191
- 2018 VD191
- 2018 VE191
- 2018 VF191
- 2018 VG191
- 2018 VH191
- 2018 VJ191
- 2018 VK191
- 2018 VL191
- 2018 VM191
- 2018 VN191
- 2018 VO191
- 2018 VP191
- 2018 VQ191
- 2018 VR191
- 2018 VS191
- 2018 VT191
- 2018 VU191
- 2018 VV191
- 2018 VW191
- 2018 VX191
- 2018 VY191
- 2018 VZ191
- 2018 VA192
- 2018 VB192
- 2018 VC192
- 2018 VD192
- 2018 VE192
- 2018 VF192
- 2018 VG192
- 2018 VH192
- 2018 VJ192
- 2018 VK192
- 2018 VL192
- 2018 VM192
- 2018 VN192
- 2018 VO192
- 2018 VP192
- 2018 VQ192
- 2018 VR192
- 2018 VS192
- 2018 VV192
- 2018 VW192
- 2018 VX192
- 2018 VY192
- 2018 VZ192
- 2018 VA193
- 2018 VB193
- 2018 VC193
- 2018 VD193
- 2018 VE193
- 2018 VH193
- 2018 VK193
- 2018 VM193
- 2018 VO193
- 2018 VP193
- 2018 VQ193
- 2018 VR193
- 2018 VS193
- 2018 VT193
- 2018 VU193
- 2018 VV193
- 2018 VW193
- 2018 VX193
- 2018 VY193
- 2018 VZ193
- 2018 VA194
- 2018 VB194
- 2018 VC194
- 2018 VD194
- 2018 VE194
- 2018 VF194
- 2018 VG194
- 2018 VH194
- 2018 VJ194
- 2018 VK194
- 2018 VL194
- 2018 VM194
- 2018 VN194
- 2018 VO194
- 2018 VP194
- 2018 VQ194
- 2018 VR194
- 2018 VS194
- 2018 VT194
- 2018 VU194
- 2018 VV194
- 2018 VW194
- 2018 VX194
- 2018 VY194
- 2018 VZ194
- 2018 VA195
- 2018 VB195
- 2018 VC195
- 2018 VD195
- 2018 VE195
- 2018 VF195
- 2018 VG195
- 2018 VH195
- 2018 VJ195
- 2018 VK195
- 2018 VL195
- 2018 VM195
- 2018 VN195
- 2018 VO195
- 2018 VP195
- 2018 VQ195
- 2018 VR195
- 2018 VS195
- 2018 VT195
- 2018 VU195
- 2018 VV195
- 2018 VW195
- 2018 VZ195
- 2018 VA196
- 2018 VC196
- 2018 VD196
- 2018 VF196
- 2018 VG196
- 2018 VH196
- 2018 VJ196
- 2018 VK196
- 2018 VN196
- 2018 VO196
- 2018 VP196
- 2018 VQ196
- 2018 VS196
- 2018 VT196
- 2018 VU196
- 2018 VV196
- 2018 VW196
- 2018 VX196
- 2018 VY196
- 2018 VZ196
- 2018 VA197
- 2018 VB197
- 2018 VC197
- 2018 VD197
- 2018 VF197
- 2018 VG197
- 2018 VK197
- 2018 VL197
- 2018 VO197
- 2018 VP197
- 2018 VQ197
- 2018 VR197
- 2018 VT197
- 2018 VU197
- 2018 VV197
- 2018 VW197
- 2018 VX197
- 2018 VA198
- 2018 VB198
- 2018 VC198
- 2018 VD198
- 2018 VE198
- 2018 VF198
- 2018 VJ198
- 2018 VK198
- 2018 VL198
- 2018 VM198
- 2018 VN198
- 2018 VO198
- 2018 VP198
- 2018 VQ198
- 2018 VR198
- 2018 VS198
- 2018 VT198
- 2018 VU198
- 2018 VV198
- 2018 VW198
- 2018 VX198
- 2018 VY198
- 2018 VZ198
- 2018 VA199
- 2018 VB199
- 2018 VC199
- 2018 VD199
- 2018 VE199
- 2018 VF199
- 2018 VG199
- 2018 VH199
- 2018 VJ199
- 2018 VK199
- 2018 VL199
- 2018 VM199
- 2018 VN199
- 2018 VO199
- 2018 VP199
- 2018 VQ199
- 2018 VR199
- 2018 VS199
- 2018 VT199
- 2018 VU199
- 2018 VV199
- 2018 VW199
- 2018 VX199
- 2018 VY199
- 2018 VZ199
- 2018 VA200
- 2018 VB200
- 2018 VC200
- 2018 VD200
- 2018 VE200
- 2018 VF200
- 2018 VG200
- 2018 VH200
- 2018 VJ200
- 2018 VK200
- 2018 VL200
- 2018 VM200
- 2018 VO200
- 2018 VP200
- 2018 VQ200
- 2018 VR200
- 2018 VS200
- 2018 VT200
- 2018 VU200
- 2018 VV200
- 2018 VW200
- 2018 VX200
- 2018 VY200
- 2018 VZ200
- 2018 VA201
- 2018 VB201
- 2018 VC201
- 2018 VD201
- 2018 VE201
- 2018 VG201
- 2018 VH201
- 2018 VJ201
- 2018 VK201
- 2018 VL201
- 2018 VM201
- 2018 VN201
- 2018 VO201
- 2018 VP201
- 2018 VQ201
- 2018 VR201
- 2018 VS201
- 2018 VT201
- 2018 VU201
- 2018 VV201
- 2018 VW201
- 2018 VY201
- 2018 VZ201
- 2018 VA202
- 2018 VB202
- 2018 VC202
- 2018 VD202
- 2018 VE202
- 2018 VF202
- 2018 VH202
- 2018 VJ202
- 2018 VK202
- 2018 VL202
- 2018 VM202
- 2018 VO202
- 2018 VP202
- 2018 VQ202
- 2018 VS202
- 2018 VT202
- 2018 VU202
- 2018 VV202
- 2018 VW202
- 2018 VX202
- 2018 VY202
- 2018 VZ202
- 2018 VA203
- 2018 VB203
- 2018 VC203
- 2018 VD203
- 2018 VE203
- 2018 VF203
- 2018 VG203
- 2018 VH203
- 2018 VJ203
- 2018 VK203
- 2018 VL203
- 2018 VM203
- 2018 VN203
- 2018 VO203
- 2018 VP203

### Du 16 au 30 novembre 2018
- 2018 WA
- 2018 WB
- 2018 WC
- 2018 WD
- 2018 WE
- 2018 WF
- 2018 WG
- 2018 WH
- 2018 WJ
- 2018 WK
- 2018 WL
- 2018 WM
- 2018 WN
- 2018 WO
- 2018 WP
- 2018 WQ
- 2018 WR
- 2018 WS
- 2018 WU
- 2018 WV
- 2018 WW
- 2018 WX
- 2018 WY
- 2018 WA1
- 2018 WB1
- 2018 WC1
- 2018 WD1
- 2018 WE1
- 2018 WF1
- 2018 WH1
- 2018 WJ1
- 2018 WL1
- 2018 WM1
- 2018 WN1
- 2018 WO1
- 2018 WP1
- 2018 WQ1
- 2018 WR1
- 2018 WS1
- 2018 WT1
- 2018 WU1
- 2018 WV1
- 2018 WW1
- 2018 WX1
- 2018 WY1
- 2018 WZ1
- 2018 WA2
- 2018 WB2
- 2018 WC2
- 2018 WD2
- 2018 WE2
- 2018 WF2
- 2018 WG2
- 2018 WH2
- 2018 WJ2
- 2018 WK2
- 2018 WL2
- 2018 WM2
- 2018 WN2
- 2018 WO2
- 2018 WP2
- 2018 WQ2
- 2018 WT2
- 2018 WV2
- 2018 WW2
- 2018 WX2
- 2018 WY2
- 2018 WZ2
- A/2018 W3
- 2018 WA3
- 2018 WB3
- 2018 WC3
- 2018 WD3
- 2018 WE3
- 2018 WF3
- 2018 WG3
- 2018 WH3
- 2018 WL3
- 2018 WR3
- 2018 WX3
- 2018 WA4
- 2018 WB4
- 2018 WD4
- 2018 WE4
- 2018 WG4
- 2018 WH4
- 2018 WJ4
- 2018 WL4
- 2018 WM4
- 2018 WN4
- 2018 WO4
- 2018 WP4
- 2018 WQ4
- 2018 WR4
- 2018 WS4
- 2018 WU4
- 2018 WX4
- 2018 WC5
- 2018 WD5
- 2018 WF5
- 2018 WQ5
- 2018 WR5
- 2018 WT5
- 2018 WZ5
- 2018 WC6
- 2018 WD6
- 2018 WG6
- 2018 WK6
- 2018 WL6
- 2018 WM6
- 2018 WO6
- 2018 WS6
- 2018 WT6
- 2018 WV6
- 2018 WX6
- 2018 WZ6
- 2018 WA7
- 2018 WB7
- 2018 WC7
- 2018 WD7
- 2018 WE7
- 2018 WG7
- 2018 WH7
- 2018 WJ7
- 2018 WK7
- 2018 WL7
- 2018 WM7
- 2018 WN7
- 2018 WO7
- 2018 WQ7
- 2018 WR7
- 2018 WT7
- 2018 WU7
- 2018 WV7
- 2018 WX7
- 2018 WZ7
- 2018 WA8
- 2018 WF8
- 2018 WJ8
- 2018 WK8
- 2018 WM8
- 2018 WN8
- 2018 WW8
- 2018 WX8
- 2018 WA9
- 2018 WC9
- 2018 WD9
- 2018 WE9
- 2018 WF9
- 2018 WK9
- 2018 WL9
- 2018 WM9
- 2018 WN9
- 2018 WO9
- 2018 WP9
- 2018 WQ9
- 2018 WR9
- 2018 WX9
- 2018 WY9
- 2018 WA10
- 2018 WC10
- 2018 WE10
- 2018 WF10
- 2018 WG10
- 2018 WJ10
- 2018 WL10
- 2018 WM10
- 2018 WN10
- 2018 WO10
- 2018 WQ10
- 2018 WR10
- 2018 WS10
- 2018 WT10
- 2018 WU10
- 2018 WV10
- 2018 WW10
- 2018 WX10
- 2018 WY10
- 2018 WZ10
- 2018 WA11
- 2018 WB11
- 2018 WC11
- 2018 WD11
- 2018 WE11
- 2018 WF11
- 2018 WG11
- 2018 WH11
- 2018 WJ11
- 2018 WK11
- 2018 WL11
- 2018 WM11
- 2018 WN11
- 2018 WO11
- 2018 WQ11
- 2018 WR11
- 2018 WT11
- 2018 WV11
- 2018 WW11
- 2018 WX11
- 2018 WY11
- 2018 WZ11
- 2018 WA12
- 2018 WB12
- 2018 WC12
- 2018 WD12
- 2018 WG12
- 2018 WH12
- 2018 WJ12
- 2018 WK12
- 2018 WM12
- 2018 WN12
- 2018 WO12
- 2018 WP12
- 2018 WQ12
- 2018 WR12
- 2018 WS12
- 2018 WT12
- 2018 WU12
- 2018 WV12
- 2018 WW12
- 2018 WY12
- 2018 WZ12
- 2018 WA13
- 2018 WB13
- 2018 WC13
- 2018 WD13
- 2018 WE13
- 2018 WG13
- 2018 WH13
- 2018 WJ13
- 2018 WK13
- 2018 WL13
- 2018 WM13
- 2018 WN13
- 2018 WO13
- 2018 WP13
- 2018 WQ13
- 2018 WR13
- 2018 WS13
- 2018 WT13
- 2018 WU13
- 2018 WV13
- 2018 WW13
- 2018 WX13
- 2018 WY13
- 2018 WZ13
- 2018 WA14
- 2018 WB14
- 2018 WC14
- 2018 WD14
- 2018 WE14
- 2018 WF14
- 2018 WG14
- 2018 WH14
- 2018 WJ14
- 2018 WK14
- 2018 WL14
- 2018 WM14
- 2018 WN14
- 2018 WO14
- 2018 WP14
- 2018 WQ14
- 2018 WR14
- 2018 WS14
- 2018 WT14
- 2018 WU14
- 2018 WV14
- 2018 WW14
- 2018 WX14
- 2018 WY14
- 2018 WZ14
- 2018 WA15
- 2018 WB15
- 2018 WD15
- 2018 WE15
- 2018 WF15
- 2018 WG15
- 2018 WH15
- 2018 WJ15
- 2018 WK15
- 2018 WL15
- 2018 WM15
- 2018 WN15
- 2018 WO15
- 2018 WP15
- 2018 WQ15
- 2018 WR15
- 2018 WS15
- 2018 WT15
- 2018 WU15
- 2018 WV15
- 2018 WW15
- 2018 WX15
- 2018 WY15
- 2018 WZ15
- 2018 WA16
- 2018 WB16
- 2018 WC16
- 2018 WD16
- 2018 WF16
- 2018 WG16
- 2018 WH16
- 2018 WJ16
- 2018 WK16
- 2018 WL16
- 2018 WM16
- 2018 WN16
- 2018 WO16
- 2018 WP16
- 2018 WQ16
- 2018 WR16
- 2018 WT16
- 2018 WU16
- 2018 WV16
- 2018 WW16
- 2018 WX16
- 2018 WY16
- 2018 WZ16
- 2018 WA17
- 2018 WB17
- 2018 WC17
- 2018 WD17
- 2018 WE17
- 2018 WF17
- 2018 WG17
- 2018 WH17
- 2018 WK17
- 2018 WN17
- 2018 WO17
- 2018 WP17
- 2018 WQ17
- 2018 WR17
- 2018 WS17
- 2018 WT17
- 2018 WU17
- 2018 WV17
- 2018 WW17
- 2018 WY17
- 2018 WZ17
- 2018 WA18
- 2018 WB18
- 2018 WC18
- 2018 WD18
- 2018 WE18
- 2018 WF18
- 2018 WG18
- 2018 WH18
- 2018 WJ18
- 2018 WK18
- 2018 WL18
- 2018 WM18
- 2018 WN18
- 2018 WO18
- 2018 WP18
- 2018 WQ18
- 2018 WR18
- 2018 WS18
- 2018 WT18
- 2018 WU18
- 2018 WV18
- 2018 WX18
- 2018 WY18
- 2018 WZ18
- 2018 WB19
- 2018 WC19
- 2018 WD19
- 2018 WE19
- 2018 WF19
- 2018 WG19
- 2018 WH19
- 2018 WJ19
- 2018 WK19
- 2018 WL19
- 2018 WM19
- 2018 WN19
- 2018 WO19
- 2018 WP19
- 2018 WQ19
- 2018 WR19
- 2018 WS19
- 2018 WT19
- 2018 WU19
- 2018 WV19
- 2018 WW19
- 2018 WX19
- 2018 WY19
- 2018 WZ19
- 2018 WA20
- 2018 WB20
- 2018 WC20
- 2018 WD20
- 2018 WE20
- 2018 WF20
- 2018 WG20
- 2018 WJ20